# Cyclosa rhombocephala
Cyclosa rhombocephala är en spindelart som först beskrevs av Tord Tamerlan Teodor Thorell 1891.  Cyclosa rhombocephala ingår i släktet Cyclosa och familjen hjulspindlar.
Artens utbredningsområde är Queensland. Inga underarter finns listade i Catalogue of Life.